# Эйсмонт, Мария Олеговна
Мария Олеговна Эйсмонт — российская журналистка и адвокат.

## Биография
Работала журналистом в Косове, Чечне и Эритрее во время военных действий, а также в Центральной Африке.
Писала колонки о гражданском обществе в газете «Ведомости». Работала в Reuters, газетах «Сегодня» и «Время новостей», в журнале The New Times.
Член жюри журналистских премий «Редколлегия» и «Профессия — журналист». Входит в попечительский совет фонда «Русь Сидящая».
Лауреат премии имени Герда Буцериуса «Свободная пресса Восточной Европы» за 2014 год.
В 2017 году переквалифицировалась из журналистки в адвоката.
В качестве адвоката защищала в 2019 году Константина Котова, оппозиционного активиста, фигуранта «московского дела», ставшего вторым человеком, осуждённым по «дадинской» статье, и Павла Ребровского, осужденного по делу «Нового величия».
В 2021 году выступала в Верховном суде одним из адвокатов по делу о ликвидации правозащитной организации «Международный мемориал» по иску Генпрокуратуры РФ.
В 2022 году в качестве адвоката защищала Илью Яшина, оппозиционного политика, обвиняемого в распространении «фейков» об российской армии за стрим о резне в Буче.

## Семья
Муж — бывший главный редактор газеты «Вятский наблюдатель» Сергей Бачинин.
Имеет троих детей.

## Награды
- В 2014 году получила премию имени Герда Буцериуса «Свободная пресса Восточной Европы»[9].
- В 2021 году получила Премию Московской Хельсинкской группы в номинации «За отстаивание прав человека в суде»[10].